# Mindif
Mindif är en ort i Kamerun.   Den ligger i regionen Nordligaste regionen, i den norra delen av landet, 800 km norr om huvudstaden Yaoundé. Mindif ligger 396 meter över havet och antalet invånare är 10 538.
Terrängen runt Mindif är platt. Trakten runt Mindif är ganska tätbefolkad, med 96 invånare per kvadratkilometer. Det finns inga andra samhällen i närheten. Trakten runt Mindif är i huvudsak ett öppet busklandskap.